# 산청 망추정
산청 망추정(山淸 望楸亭)은 대한민국 경상남도 산청군 단성면 사월리에 있는 재실이다. 2016년 12월 1일 경상남도의 문화재자료 제632호로 지정되었다.

## 지정 사유
산청 망추정은 1560년경 초창된 것으로 추정되는 오랜 역사를 가진 재실로 그 동안 여러 번의 중수를 거쳐, 1967년 최후의 보수를 한 것이다. 평면이나 구조는 조수 후기의 전형적인 특성을 갖추고 있으며, 공간의 효율성을 높이기 위하여 많은 고민을 하여 설계한 것으로 볼 수 있다. 원형을 알 수 없는 아쉬움이 있지만, 조선 후기의 전형적 재실의 구성을 잘 보존하고 있다.

## 참고 자료
- 산청 망추정 - 국가유산청 국가유산포털